# August Josef Mikuláš z Windischgrätze
August Josef Mikuláš z Windisch-Grätze (německy August Joseph Nicolaus von Windisch-Grätz, 24. července 1828 Praha – 29. srpna 1910 Schwarzenbach) byl česko-rakouský šlechtic a rakousko-uherský generál. 

## Život
Pocházel z šlechtického rodu Windischgrätzů, narodil se v Praze jako třetí syn říšského knížete Alfreda z Windischgrätze (1787–1862), polního maršála císařské armády, a jeho manželky Marie Eleonory, rozené princezny Schwarzenbergové (1796–1848).
V dětství se mu dostalo pečlivé výchovy a vzdělání. Po vypuknutí revoluce v Itálii v roce 1848 vstoupil do armády v hodnosti poručíka u 47. pěšího pluku hraběte Kinského a v témže roce se při polním tažení vyznamenal chrabrostí. V roce 1850 byl jmenován pobočníkem Františka Josefa I. a v této funkci setrval do roku 1852. V roce 1862 byl jmenován císařským komořím a v roce 1863 se stal velitelem 64. pěšího pluku sasko-výmarského velkovévody. V armádě nakonec dosáhl hodnosti generálmajora (1884) a polního podmaršála (1890). V roce 1881 byl jmenován c. k. tajným radou a u dvora zastával funkci nejvyššího komořího nad stříbrem.  
Za své zásluhy byl vyznamenán Řádem železné koruny I. třídy (1898). 

## Manželství a rodina
Dne 2. června 1853 se oženil s českou hraběnkou Vilemínou z Nostic-Rienecku-Rokytnice (1827–1897). Manželé měli dvě děti, dcera Eleonora se 28. října 1877 provdala za hraběte Viléma z Hoensbroecku. Syn Ferdinand byl zabit v Meranu v době studií roku 1879 ve věku pouhých 20 let.  